# Evangelische Kirche Hockenheim

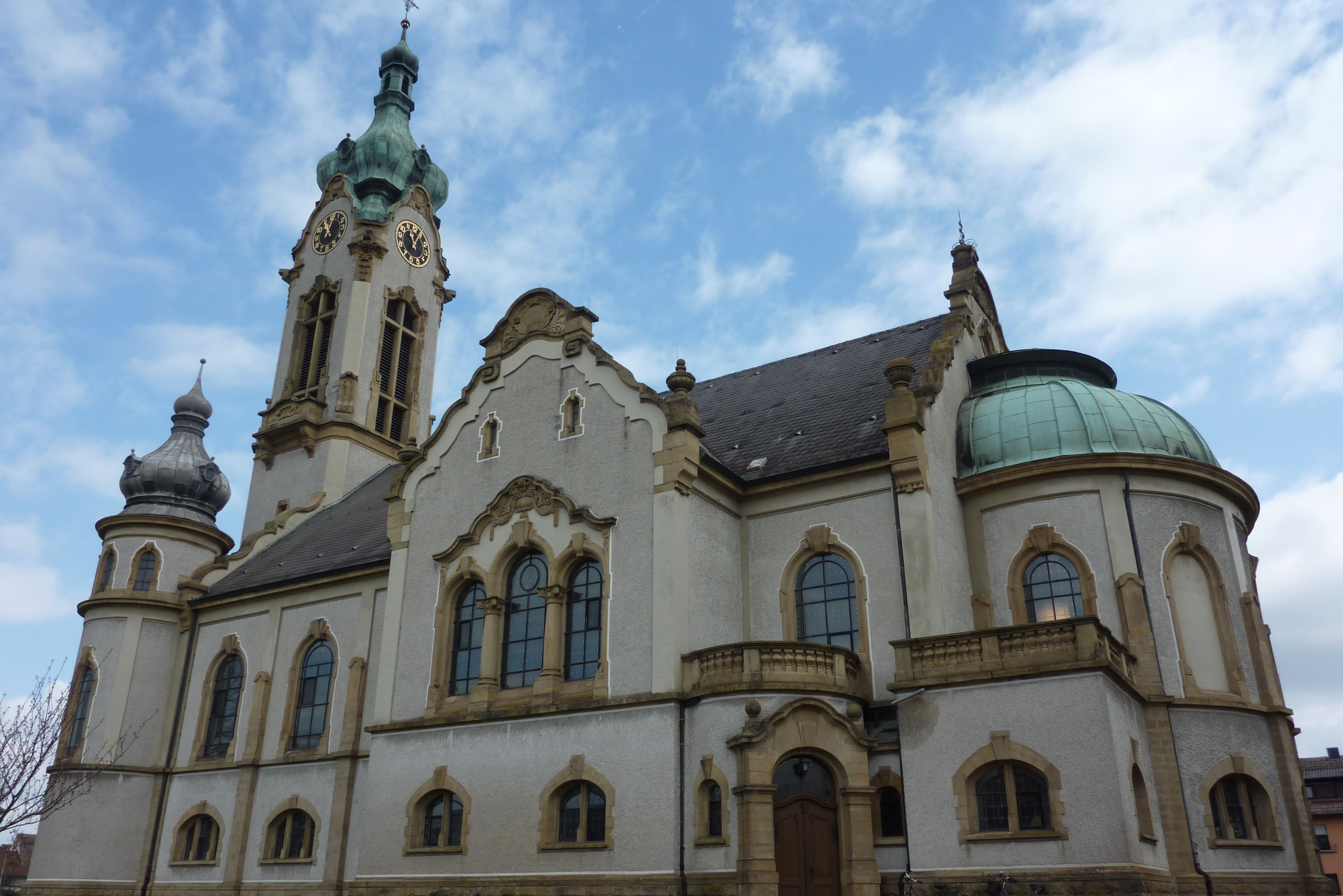
Westansicht der evangelischen Kirche in Hockenheim

Die Evangelische Kirche in Hockenheim wurde von 1905 bis 1907 im neubarocken Stil errichtet.

## Geschichte
Um 1900 hatte Hockenheim etwa 5800 Einwohner, davon waren 2780 evangelisch. Da die damalige evangelische Kirche, das heutige Lutherhaus, nur 750 Personen fasste, wurde von der Gemeinde ab 1899 ein Neubau geplant. Die Pläne entwarf der erfahrene Leiter der Evangelischen Kirchbauinspektion in Heidelberg, Hermann Behaghel. Die Bauleitung hatte der Architekt Albert Fais aus Heidelberg. Die Grundsteinlegung fand am 22. Oktober 1905 statt und am 18. September 1907 konnte die Kirche feierlich eingeweiht werden.

## Architektur

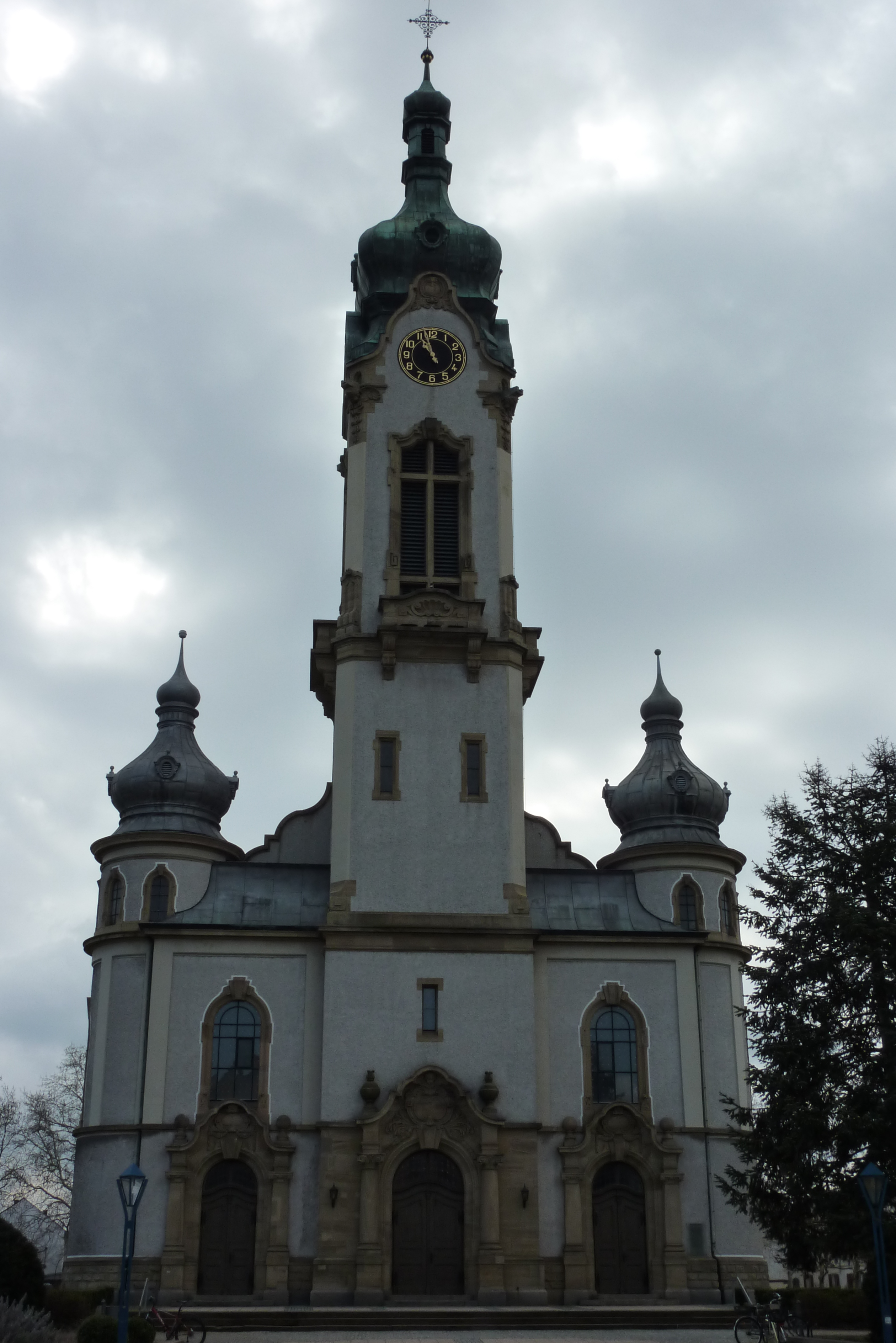
Eingangsfassade

Der Stil der Kirche entspricht dem Neubarock. Typisch dafür sind die Konsolen, Kapitelle, Gesimse und bei den Türen und Fenstern die plastischen Ornamente wie Kartuschen, Girlanden und Engelsköpfe. Ebenso im Innern die reich vergoldete Ornamentik am Altar, der Kanzel und an der Orgel. Der Grundriss ist ein Kreuz mit einem halbrunden Chorraum, d. h. der Typus der Basilika mit Hauptschiff und zwei Seitenschiffen. Die Kirche bietet 1200 Sitzplätze.

### Außenbau
An der Nordfassade öffnen sich drei Portale zu abgetrennten Vorräumen und von dort gelangt man in den Gottesdienstraum bzw. die seitlichen Vorräume führen über Treppen auf die Emporen, die dreiseitig angebracht sind. Über dem mittleren Portal dominiert ein schlanker hoher Turm mit einer Uhr und auf der Turmspitze befinden sich ein Kreuz und ein Wetterhahn. Seitlich des Turmes überragen zwei kleine Türmchen mit einem Zinkdach das Bauwerk. Der Eingangsbereich besitzt eine Fülle von Architekturdetails wie sie oben als charakteristisch für den neubarocken Stil aufgeführt sind.
Die reiche Ornamentik ist auch auffallend in den Querschiffgiebeln, den Längsgiebeln und im Dekor des Dachabschlusses.

### Innenraum
Hinter dem goldverzierten Altar aus Holz, der sich in der Apsis befindet, ist die Orgelbühne und davor eine reich verzierte Kanzel mit einem halbrunden Schalldeckel. Die zur Kanzel führende Holztreppe ist mit einem aufwendig gestalteten schmiedeeisernen Geländer versehen. Die Orgelbühne besitzt eine Brüstung mit halbrunden balkonartigen Vorsprüngen.
Im Hauptschiff fallen die sechs quadratischen Pfeiler aus gelbem Sandstein mit Abschlussgesimsen auf. Von diesen Pfeilern gehen jeweils vier Gurtbögen aus, die das Deckengewölbe tragen. Die kleineren Rundsäulen aus poliertem Granit tragen die Emporen.

## Glasmalereien
Nach Entwurfsskizzen des Architekten Behagel wurden die Glasfenster in der Heidelberger Glasmalerwerkstatt Beiler angefertigt. Im Zweiten Weltkrieg wurden die originalen Fenster der Westseite zerstört.

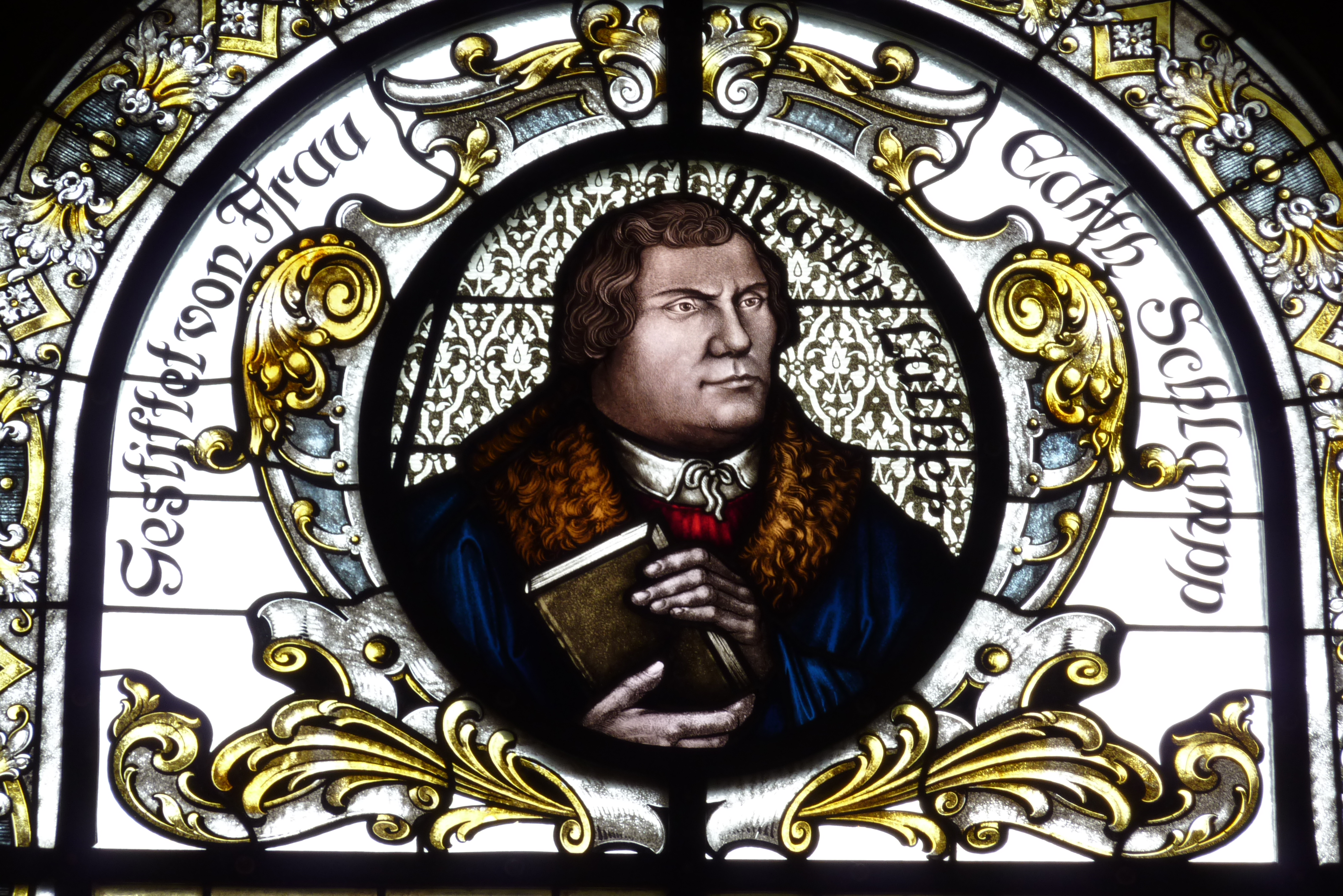
Martin Luther
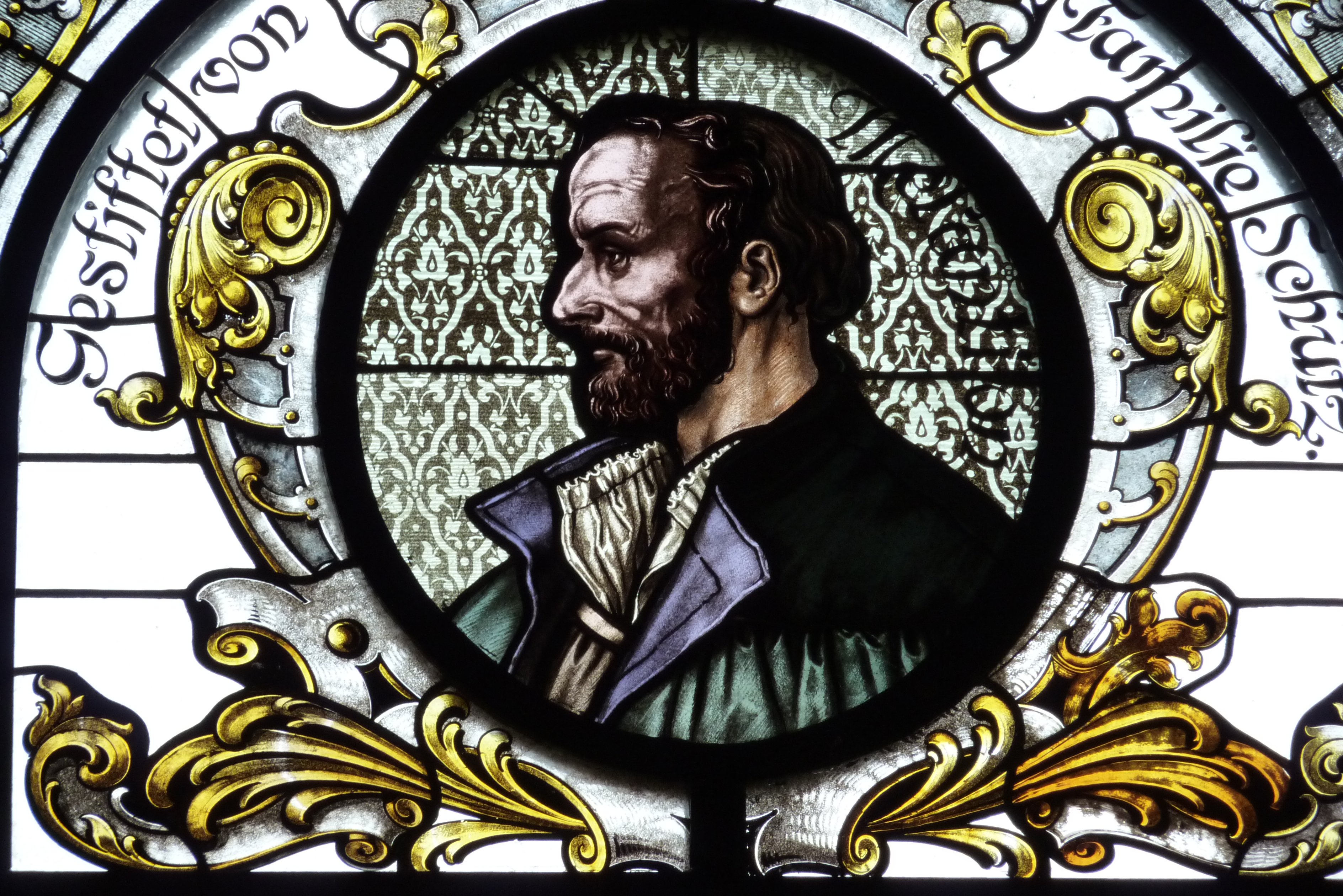
Philipp Melanchthon
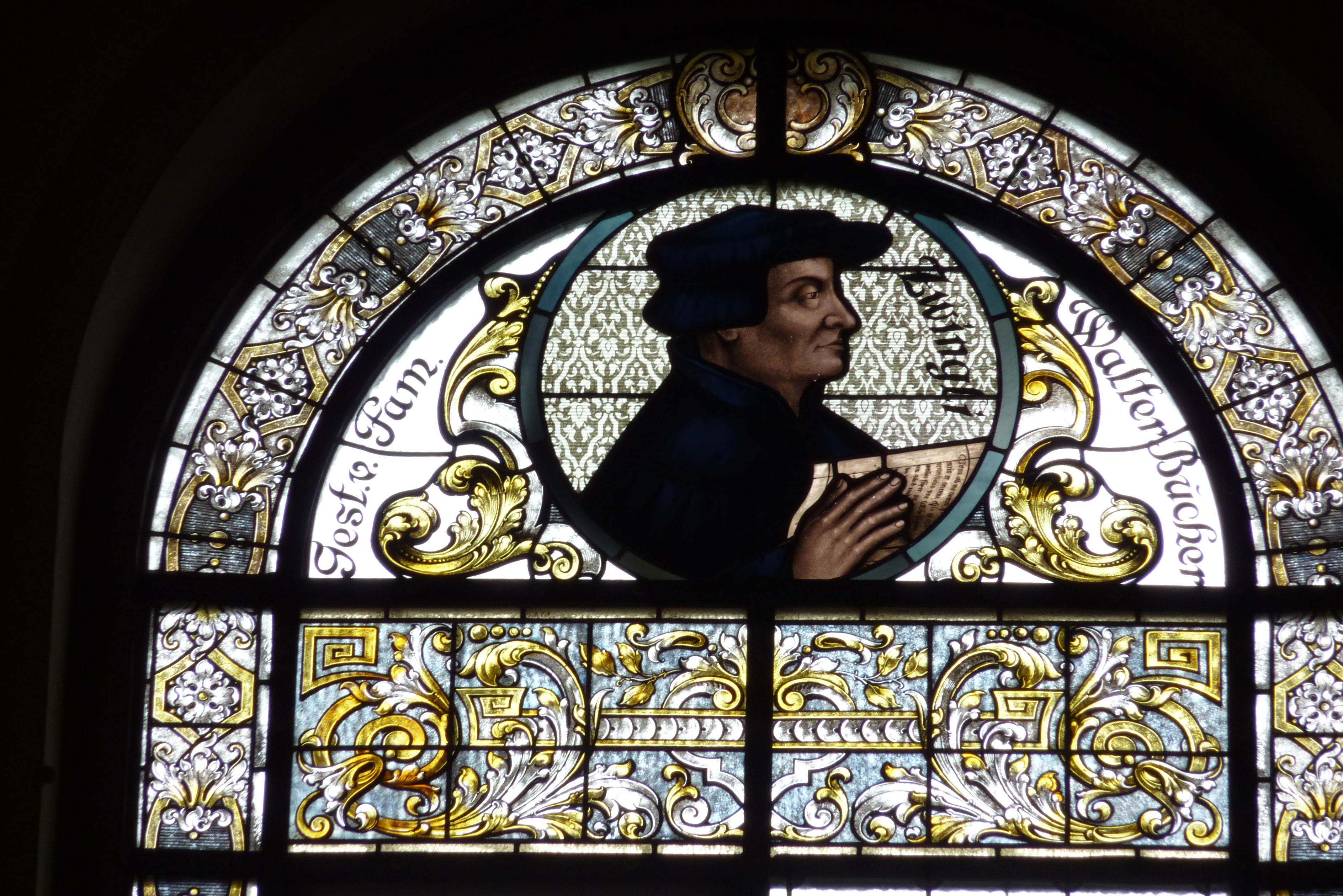
Ulrich Zwingli
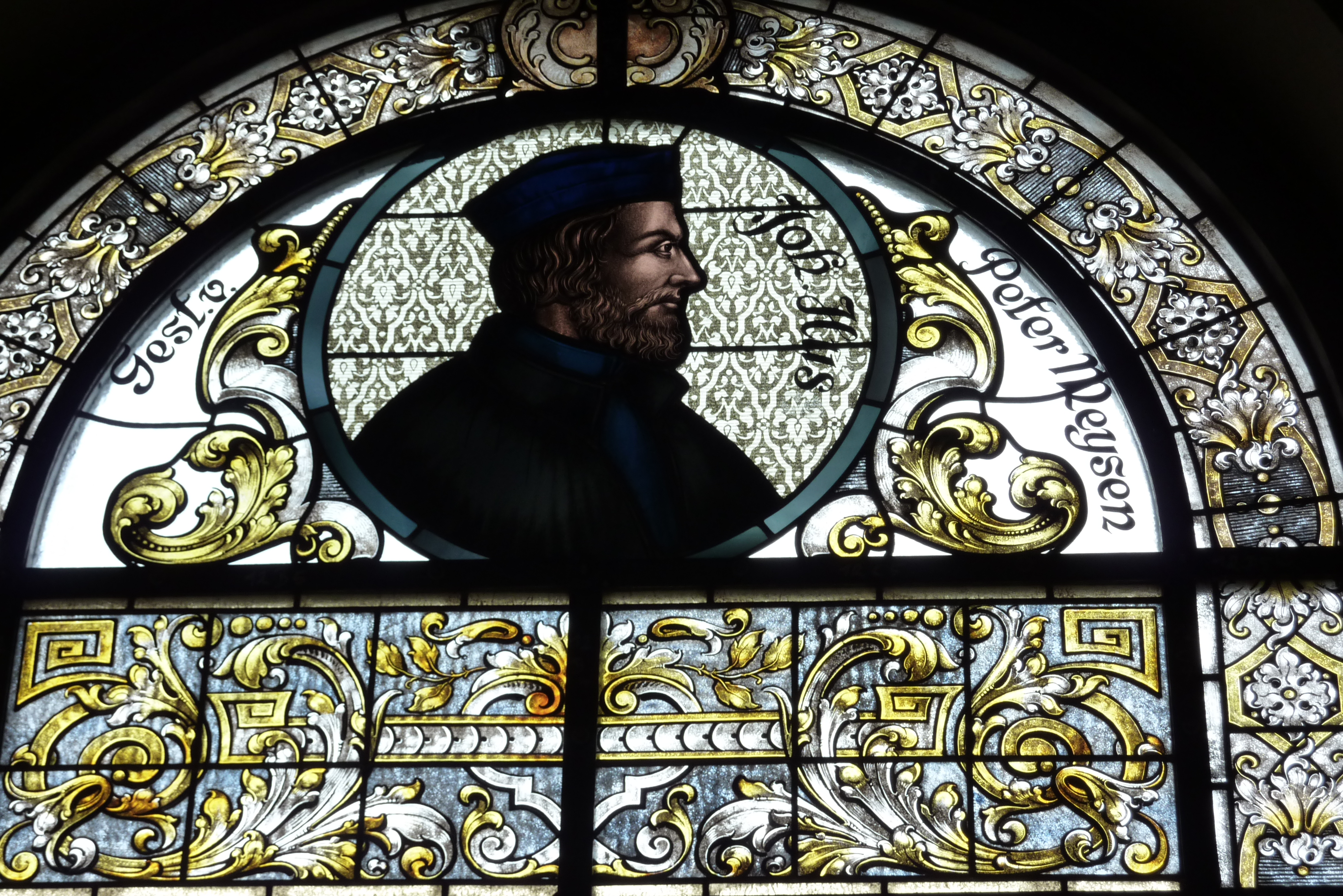
Jan Hus

## Orgel
Die im neubarocken Stil gehaltene Orgel besaß 2918 Pfeifen und wurde von der Firma Steinmeyer hergestellt. Das Gehäuse wurde von der Kunstwerkstätte Marmon aus Sigmaringen gefertigt. 1971/72 wurde diese Orgel durch eine neue der Firma VEB Eule Orgelbau Bautzen ersetzt. Eine technische und klangliche Überarbeitung und Erweiterung fand 2017–2018 durch Waldkircher Orgelbau Jäger & Brommer statt. Seitdem hat das Instrument 43 Register auf drei Manualen und Pedal.